# Синь (империя)
Империя Синь (кит. 新朝 9—23) — китайская империя; промежуток в истории империи Хань, разделяющий её на эпоху Западной Хань и эпоху Восточной Хань.
Основателем был Ван Ман — тесть императора Пин-ди. Сначала он был назначен регентом, а затем принял титул императора Китая. Это произошло в 8 году н. э.. Проводимая Ван Маном политика, в частности, повышение налогов для крестьян и ремесленников, вызвала большое количество народных восстаний. В результате одного из них, известного, как восстание краснобровых, в 23 году император был свергнут. Произошло объединение Китая империей Восточная Хань.

## Правитель
| Личное имя | Период правления | Эры правления (年號) |
| ---------- | ---------------- | --- |
| Ван Ман    | 9—23             | Шицзяньго (始建國 shi3 jian4 guo1, «Начало становления государства») 9—13 Тяньфэн (天鳳 tian1 feng1, «Небесный феникс») 14—19 Дихуан (地皇 di4 huang2, «Земной император») 20—23 |